# جمال الدين القونوي
جمال الدين القونوي الدمشقي الحنفي عرف بابن السراج، قاضي القضاة بدمشق، عالم وفقيه أصولي حنفي.

## سيرته
درس بأماكن كثيرة من البلاد الإسلامية، واختصر شرح الهداية للسغناقي في مجلد سماه القلائد، والزبدة في شرح العمدة في أصول الدين في مجلد، وكتاب تهذيب أحكام القرآن في مجلد، وكتاب المعتمد مختصر مسند أبي حنيفة، وله المسند المعتمد في مجلد، والبغية في الفتاوى في مجلدان، ومنتخب وقفي هلال والخصاف في مجلد، وكتاب الإعجاز في الاعتراض على الأدلة الشرعية، وكتاب مشرق الأنوار في مشكل الآثار، وكتاب مقدمة في رفع اليدين في الصلاة: رد فيها على العلامة قوام الدين الاتقاني في مقدمته التي ألفها في فساد الصلاة برفع اليدين عند الركوع والرفع، لأنه عمل كثير، ومشى فيها على عدم صحة اقتداء الحنفي بالشافعي، لفساد صلاته بالرفع المذكور، والحقّ ما ذهب إليه القونوي في مقدمته من صحة اقتداء الحنفي بالشافعي. وله التفريد مختصر تجريد القدوري في أربع مجلدات، وله كتاب التكملة في فوائد الهداية في مجلد. وله معرفة بالنحو والأصول، وأبوه أحمد بن مسعود وكان قد شرح كتاب الجامع الكبير ومات ولم يكمله، فكمله ولده محمود بن أحمد. مات بدمشق سنة 771 هـ.